# Deniz Akkoyun
Deniz Akkoyun (ur. 5 listopada 1984 w Amersfoort, Holandia) – holenderska modelka i aktorka, Miss Holandii z 2008. Akkoyun urodziła się i dorastała w Amersfoort; jej rodzice są Turkami.

## Filmografia
| Film | Film         | Film  | Film |
| Rok  | Film         | Uwagi |      |
| ---- | ------------ | ----- | ---- |
| 2010 | Gangsterboys |       |      |